# 氷浦紫
氷浦 紫（ひうら ゆかり、4月18日 - ）は、新潟県出身の女性モデルである。IARA所属。

## 人物・来歴
- 陸上競技歴10年。
- 以前はJ-OFFICEに所属し、芸能人女子フットサルチーム「OMIASHI」のメンバーとしても活動（背番号は「11」）していたが、2009年3月15日付で脱退[2]。
- アーティストに歌詞提供するなど、作詞家としても活動している。
- 既婚者で、2018年1月22日に男児を出産している[3]。
- 日本アロマ環境協会認定アロマテラピーインストラクター民間資格、環境カオリスタ民間資格所持。

## 出演

### CM
- 資生堂ザ・コラーゲン
- サッポロビール
- Kaneboコフレドール
- ららぽーと
- HONDA
- TOYOTA bB
- 東京スター銀行
- 東京インテリア　メイン
- コカ・コーラ
- スクウェア・エニックス「FINAL FANTASY」
- 雪国もやし

### 化粧品モデル
- カネボウコスミリオン「MFCラボ」＊初代POPガール
- DHC化粧品

### ファッションショー・ヘアーショー
- イオンスプリングコレクション
- イオンワンピースコレクション
- 17℃レッグウエアフロアショウ
- 渋谷コレクション
- サイクリングウエアコレクション
- 東京都主催　STOP AIDS 〜Words of love〜
- VOGUE fashion's night out
- モルトベーネprofessional hair show
- 宮村浩気produce「afloat　hairshow」

### 雑誌
- リクルート「ゼクシィ」
- アシェット婦人画報社「25ansウエディング」
- 主婦の友社「pre-mo」
- 八重洲出版「driver」
- 角川マーケティング「世田谷区Walker vol. 1」
- アシェット婦人画報社「ELLE girl」
- 八重洲出版「CYCLE SPORTS」（春夏コレクション）
- 学研「FYTTE」
- 小学館「sabra」 DVD
- 白夜書房「月刊Audition」
- JTBパブリッシング「るるぶベストセレクト」
- ワニマガジン「!Raizy」
- 角川春樹事務所「Popteen」
- 造形社「customscooter」
- ニューズ出版「TRANScooter」
- 内外出版社「DressUP CAR MAGAZIN」

### その他
- 「情報サイトTOKYO STYLE」リポーター
- 東京ドームホテルブライダルモデル
- 迎賓館TOKIWA ブライダルモデル
- スーパーカーレースシリーズオフィシャルレースクイーン2015
- 東京オートサロン2017「アズールモータリング」ブースモデル[4]

### TV
- au プラチナスポット　レギュラー
- 全力坂2010.4.29　2010.5.5　オンエア
- スカイガール2 - 小倉優子の後輩役
- 花ざかりの君たちへ〜イケメンパラダイス〜
- SMAP×SMAP
- 『ぷっ』すま
- くりぃむナントカ
- 欽ちゃん&香取慎吾の全日本仮装大賞のエスコートバニー

### 作詞家
- KNU
  - 4th「君は孤高のDREAMER」
  - 3rd「今日の笑顔は明日の笑顔」
- VIC:CESS
  - 2nd mini album「Growth」5曲担当
  - 1st single「key of Light〜光の鍵〜」「Daybreak」「Night sky」
- FOTP デビューミニアルバム「CROSS GAME」No.3　breeze 担当
- Tati デビューミニアルバム「I」全6曲担当
- KONAMI ギターフリークス収録曲「太陽の花」担当